# دوري باكستان الممتاز
دوري باكستان الممتاز (PPL) هو دوري الدرجة الأولى من كرة القدم الباكستانية. تم تأسيسه عام 2004 بدلاً للبطولة الوطنية التي نظمت من قبل اتحاد باكستان لكرة القدم. يشارك في الدوري 16 فريق حيث يتأهل البطل لكأس رئيس الاتحاد الآسيوي. البطل الحالي هو نادي كي أر إل أما الفريق الأكثر تتويجاً باللقب هو نادي بي إي أي بتسعة ألقاب.